# Гусевской хрустальный завод
Гусевско́й хруста́льный заво́д (с 1924 по 1937 годы носил название «Стеклозавод имени Бухарина») — одно из старейших в Европе и России предприятий по производству хрустальных изделий ручной работы. Расположен в городе Гусь-Хрустальном. Год основания завода — 1756.

## История завода
Орловский купец Аким Мальцов летом 1756 года основал во Владимирском уезде Московской губернии при речке Гусь, в имении Никулино, в урочище Шиворово стекольный завод (на картах начала XIX века отмечен как Шиворско́й стекольный завод). Всего в селении при заводе было «74 мужских и 82 женских души». Первоначально завод выпускал только простые стаканы и рюмки, однако в 1830 году наследник основателя завода Иван Мальцов наладил производство хрусталя, сделав его не менее качественным, чем богемский, но более дешёвым. 
В течение полутора веков после своего основания завод успешно работал и расширялся. В последние годы существования Российской империи наследники Мальцова не только реконструировали завод, но и перестроили значительную часть города, возведя для рабочих существующие до сих пор дома из красного кирпича, индивидуальные коттеджи для управляющего персонала и Георгиевский собор, в строительстве которого принимали участие Леонтий Бенуа и Виктор Васнецов. В настоящее время в соборе расположен музей хрусталя, в котором собраны многие тысячи уникальных изделий производства Гусевского хрустального завода.
После Октябрьской революции 1917 года и вызванной ею разрухи завод встал. Снова запустить производство удалось только в 1923 году после визита в Гусь-Хрустальный Михаила Калинина и выделения им специального финансирования. В советское время завод стал в частности производителем гранёных стаканов, предположительно, разработанных Верой Мухиной — завод выпускал их в количестве десятков миллионов штук. Одновременно с этим завод производил и художественное, в том числе — многоцветное стекло, там продолжали работать мастера-стеклодувы. Также производилась продукция, в которую вплавлялась цветная венецианская нить.

## Новейшая история завода
В 1990-е годы завод был приватизирован, причём каждый цех получил своё собственное юридическое лицо. Каждое из этих юридических лиц не просто поставляло продукцию в соседний цех, а продавало её — то есть на каждом этапе происходило увеличение стоимости, делавшее в конечном итоге цену на продукцию неконкурентоспособной. 
Одновременно с этим к заводу проявил свой интерес криминал, задачей которого было получение немедленной прибыли, а не развитие предприятия. В результате, один за другим цеха объявляли о своей финансовой несостоятельности, а в 2000 году объявил себя банкротом и сам головной завод.
19 января 2012 года завод в прежнем виде перестал существовать, была уволена последняя сотня сотрудников.
26 декабря 2013 года производство хрусталя было возобновлено на заводе под названием «Гусевской хрустальный завод имени Акима Мальцова». В старом цехе было установлено новое оборудование и вместо традиционных ваз и бокалов там было налажено изготовление авторского хрусталя ручной работы по индивидуальным заказам.